# East Geelong
East Geelong är en del av en befolkad plats i Australien. Den ligger i kommunen Greater Geelong och delstaten Victoria, omkring 64 kilometer sydväst om delstatshuvudstaden Melbourne. Antalet invånare är 3 834.
Runt East Geelong är det ganska tätbefolkat, med 111 invånare per kvadratkilometer.. Närmaste större samhälle är Geelong, nära East Geelong. 
Trakten runt East Geelong består till största delen av jordbruksmark. Genomsnittlig årsnederbörd är 744 millimeter. Den regnigaste månaden är juni, med i genomsnitt 113 mm nederbörd, och den torraste är januari, med 31 mm nederbörd.